# Märkström
Märkström är den största ström som en apparat eller komponent är avsedd att arbeta med under normala driftsförhållanden. På liknande sätt är märkspänning och märkeffekt för apparater och komponenter gränsvärden som normalt inte bör överskridas.
En ledares märkström beror på dess förmåga att avleda värme utan att skada ledaren eller dess isolering. Detta är en funktion av isolationstemperaturklassificeringen, det elektriska motståndet hos ledarmaterialet, omgivningstemperaturen och den isolerade ledarens förmåga att avleda värme till omgivningen.
Alla vanliga elektriska ledare har ett visst motstånd mot strömflödet. Elektrisk ström som flyter genom ledarna värmer dem. Om värme produceras i tillräcklig takt stiger ledartemperaturen och isoleringen kan skadas eller i slutändan kan själva ledaren sjunka eller smälta.
Märkströmsklassificeringen för en ledare baseras på ledarens diameter, använt material (koppar eller aluminium), den nominella maximala applikationstemperaturen och installationsförhållandena. Installationsreglerna beskriver de faktorer som krävs för en viss installation. Ledare installerade så att luft fritt kan röra sig kring dem kan klassas för att bära mer ström än ledare som går inuti en ledning eller begravd under jord. Hög omgivningstemperatur kan minska strömstyrkan för en ledare. Kablar som dras i våta eller oljiga platser kan ha en lägre temperaturklassificering än i en torr installation. En lägre klassificering kommer att gälla om flera ledare är i närheten, eftersom var och en bidrar med värme till de andra och minskar mängden extern kylning av ledarna.
Beroende på typen av isoleringsmaterial är vanliga högsta tillåtna temperaturer på ledarens yta 60, 75 och 90 °C, ofta med en omgivande lufttemperatur på 30 °C. I USA är 105 °C tillåtet med en omgivning på 40 °C, för större strömkablar, särskilt de som arbetar på mer än 2 kV. På samma sätt är specifika isoleringar klassade till 150, 200 eller 250 °C.
Den tillåtna strömmen i en ledare måste i allmänhet minskas (reduceras) när ledare är i en grupp eller kabel, inneslutna i ledningar eller ett hölje som begränsar värmeavledning. Till exempel specificerar United States National Electrical Code, tabell 310.15(B)(16), att upp till tre 8 AWG koppartrådar med ett gemensamt isoleringsmaterial (THWN) i en löpbana, kabel eller direkt nedgrävning har en märkström på 50  A när den omgivande luften är 30 °C, får ledarytans temperatur vara 75 °C. En enda isolerad ledare i fri luft har 70 A klassificering.
Märkströmskodning är normalt för kontinuerlig ström och korta perioder av överström kan förekomma utan skada i de flesta kabelsystem. Elektriska kodregler ger koder för ledningar där kortvariga belastningar förekommer, till exempel i en lyftmotor. För system som underjordiska kraftöverföringskablar kräver utvärdering av kabelsystemets kortsiktiga överbelastningskapacitet en detaljerad analys av kabelns termiska miljö och en utvärdering av det kommersiella värdet av den förlorade livslängden på grund av för hög temperaturökning.
Konstruktion av ett elektriskt system innefattar normalt hänsyn till strömförande kapacitet för alla ledare i systemet.